# Баламутовка (Черновицкая область)
Баламу́товка (укр. Баламутівка) — село в Юрковецкой сельской общине Черновицкого района Черновицкой области Украины.
До 2020 года входило в Заставновский район.
Население по переписи 2001 года составляло 1786 человек. Телефонный код — 3737. Код КОАТУУ — 7321580701.

## Достопримечательности
На северо-восточной окраине села находится геологический памятник природы — пещера Баламутовская.

## История
В апреле 1915 года в районе Баламутовки развернулись интенсивные боевые действия.